# The Runaways (együttes)
A The Runaways egy kizárólag lányokból álló amerikai rockzenekar volt az 1970-es években. Az együttes a fennállása alatt négy stúdióalbumot és egy élő koncertalbumot jelentetett meg. Legismertebb számaik a Cherry Bomb, a Hollywood, a Queens of Noise és az eredetileg Velvet Underground-szerzemény Rock & Roll. Amerikában nem értek el különösebb sikereket, számos más országban, különösen Japánban jelentős népszerűségre tettek szert, elsősorban a Cherry Bomb című dallal.

## Történet

### Korai évek
A The Runaways együttest 1975 végén alakította meg Sandy West dobos és Joan Jett gitáros, miután kapcsolatba kerültek Kim Fowley producerrel. Ő segített nekik további tagokat találni, így az együttes hamarosan már öt taggal működött. Legelső fellépéseiken azonban még trióként játszottak, Sandy és Joan mellett Micki Steele basszusgitáros-énekessel. Hamarosan csatlakozott hozzájuk Lita Ford szólógitáros, majd Micki távozása után Peggy Foster lett a csapat basszusgitárosa, aki azonban maga is csak egy hónapig maradt. Szólóénekesükre, Cherie Curriere a Sugar Shack nevű helyi tiniklubban találtak rá, újabb basszusgitárosuk pedig Jackie Fox lett.

### Hírnév
Debütáló albumukat a Mercury Records adta ki 1976-ban, The Runaways címmel, majd turnéra indultak szerte az Államokban, számos telt házas koncertet adva. Egy évvel később megjelent második lemezük is, Queens of Noise címmel, amit már egy több kontinensre kiterjedő turné követett, egyre növekvő ismertséget és népszerűséget hozva a zenekarnak. Ezen a nyáron ügynökük, David Libert Japánba is szervezett nekik egy fellépéssorozatot, ahol egymást követték a telt házas show-jaik. A kelet-ázsiai országban rövid időn belül az egyik legnépszerűbb külföldi együttesnek számítottak, az ABBA, a Kiss és a Led Zeppelin mellett, albumaik eladása és népszerűségük tekintetében egyaránt. A lányokat készületlenül érte az a tömeghisztéria és azok a rajongói rohamok, amikkel Japánban számos ízben szembesültek. Ez is közrejátszhatott abban, hogy a japán turné alatt immár a harmadik basszusgitáros, Jackie is kilépett; posztját ideiglenesen Joan vette át, majd hazatérésük után Vicki Blue lépett a helyére.
1977 őszén egy nézeteltérés miatt Cherie is kilépett az együttesből, ettől kezdve Joan lett az egyedüli szólóénekes; ilyen felállásban jelentették meg a negyedik albumukat, Waitin' for the Night címmel, és indultak neki egy újabb világturnénak, a zenekarral jó viszonyt ápoló Ramones együttessel közösen. Kim Fowleyval viszont - különböző anyagi és más természetű viták miatt - különváltak az útjaik; a producer ettől fogva Cherie szólókarrierjét igyekezett egyengetni. A Runaways előbb Toby Mamisszel állt össze, aki abban az időben a Blondie és Suzi Quatro producere is volt, majd a Thin Lizzy mellett producerkedő John Alcock segítségével vágtak neki utolsó lemezük, az And Now... The Runaways felvételének, kiegészülve Duane Hitchings billentyűssel.

## Feloszlás
1978 novemberében egészségi okokból Vicki Blue is kilépett az együttesből, őt egy rövid, alig néhány hónapos időszakra Laurie McAllister váltotta, akit Duane mutatott be a csapatnak, és aki korábban már szintén játszott egy Fowleyhoz köthető zenekarban. Ekkoriban azonban a lányok között már a követendő zenei stílust illetően sem volt egyetértés - Joan a punk rock irányába vitte volna el az együttes hangzását, míg Lita és Sandy továbbra is a hard rock és a heavy metal területén maradt volna. Miután az álláspontok nem közeledtek, a Runaways az 1978 Szilveszterén tartott koncert után nem lépett fel többet és 1979 áprilisában hivatalosan is feloszlott.

## Feloszlás után
- Joan Kenny Laguna producerrel dolgozott tovább, akivel - közel két tucatnyi kiadó elutasítását követően - saját kiadót alapítottak, Blackheart Records néven, 1980-ban. Ezáltal ő lett az egyik legelső női előadó, aki saját lemezkiadó céget alapított.[4] Komoly sikereket ért el többek között az Arrows nevű brit együttes I Love Rock 'n' Roll című dalával, és más szerzeményekkel. Néhány filmben is közreműködött,[5][6] és szerepel a Rolling Stone magazin minden idők száz legjobb gitárosáról összeállított listáján is. Szólistaként és együttesével, a The Blackhearts-szal a 2010-es évtizedben is aktív.
- Sandy több kezdeti kudarc után megalakította a Sandy West Bandet, amellyel főleg Californiában voltak fellépései, olykor Cherie Currievel közösen, és doboktató lett. 2005-ben tüdőrákot diagnisztizáltak nála, amely 2006 októberében a halálát okozta. Az emlékére rendezett Los Angeles-i koncerten, több más előadó és együttes mellett fellépett a Sandy West Band, Cherie Currie és a The Bangles is.
- Micki az 1980-as évek elejétől a The Bangles tagja lett, és olyan világslágerek kötődnek nevéhez, mint a Manic Monday, a Walk Like an Egyptian és az Eternal Flame.
- Cherie már 1978-ban szólóalbumot adott ki, Beauty's Only Skin Deep címmel, majd 1980-ban Marie nevű ikertestvérével egy duett albumot is, Messin' with the Boys címmel. Szerepelt néhány filmben, az 1990-es években pedig drogfüggő tizenévesek tanácsadója és személyi edző lett. Férjétől, Robert Hays színésztől egy fia született, Jake Hays; 1997-ben elváltak. A 2010-es évtizedben néhány felvétel erejéig visszatért a zenéléshez.[7][8][9][10]
- Lita az 1980-as években a Polygram kiadóval kötött szerződést és szólistaként ért el sikereket. Hosszabb kihagyás után 2008 körül tért vissza a zenéléshez, 2009 októberében egy stúdióalbumot is kiadott, Wicked Wonderland címmel.
- Jackie visszavette születési nevét (Fuchs), egyetemet végzett, bölcsészettudományi és jogi diplomát is szerzett, majd ügyvédként helyezkedett el, főleg a szórakoztatóiparra fókuszálva.[11] Fotósként és íróként is ismert lett. 2015-ben nyilvánosságra hozta, hogy negyven évvel azelőtt, 16 éves korában egy szilveszteri partin Fowley megerőszakolta.[12][13]
- Vicki az együttes szakadása után televíziós produceri pályára lépett, Victoria Tischler-Blue néven, és többek között korábbi zenekaráról is rendezett egy nagy sikerűvé vált dokumentumfilmet (Edgeplay: A Film About the Runaways).
- Laurie a szétválás után egy időre Fowley egy másik lányegyütteséhez, a The Orchidshoz csatlakozott, amellyel 1980-ban egy lemezt is kiadtak, majd visszavonult a zeneipartól és állatorvosi technikus lett Oregonban. 2011. augusztus 25-én, 54 évesen, egy asztmarohamból eredő komplikációk miatt vesztette életét.[14]

## Képgaléria

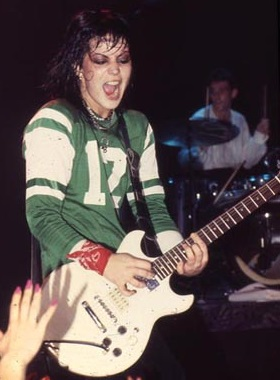
Joan Jett az 1980-as években
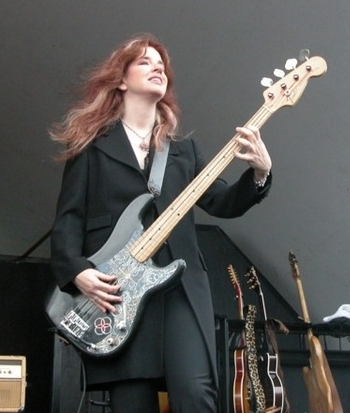
Micki Steele 2003-ban
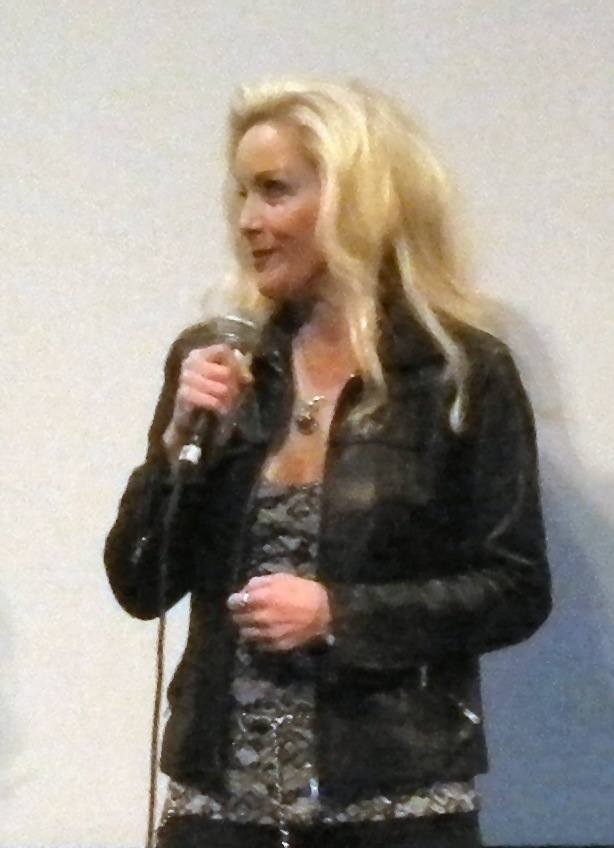
Cherie Currie 2010-ben
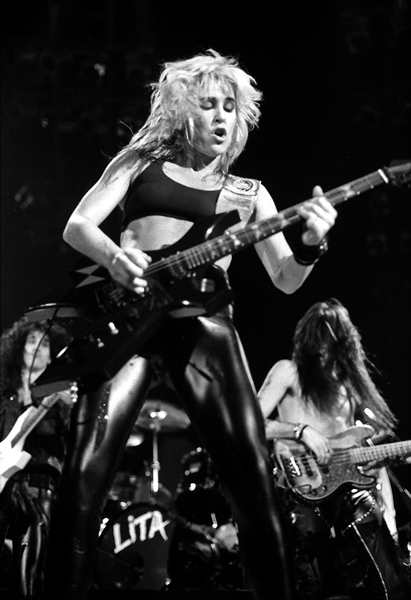
Lita Ford 1988-ban

## Tagok
| - Joan Jett – ritmus- és szólógitár, szólóének, vokál(1975–1979); basszusgitár(1977) - Sandy West – dobok, ütőhangszerek, szólóének, vokál(1975–1979; +2006) - Micki Steele – basszusgitár, szólóének(1975); - Lita Ford – basszusgitár (1975, 1978); ritmus- és szólógitár, szólóének, vokál(1975–1979) - Peggy Foster – basszusgitár (1975) - Cherie Currie – szólóének, vokál, billentyűk, tamburin(1975–1977) - Jackie Fox – ritmus- és szólógitár(1975); basszusgitár, szólóének, vokál(1975–1977) - Vicki Blue – basszusgitár, vokál(1977–1978) - Laurie McAllister – basszusgitár (1978–1979; +2011) | Kiegészítő tagok - Rodney Bingenheimer – hangszerelés (1976) - Duane Hitchings – billentyűk (1978) |

## Diszkográfia

### Stúdióalbumok
- The Runaways (1976)
- Queens of Noise (1977)
- Waitin' for the Night (1977)
- And Now... The Runaways (1978)

### Élő koncertalbumok
- Live in Japan (1977)

### Válogatásalbumok
| Év   | Album | Kiadó                 |
| ---- | --- | --------------------- |
| 1980 | Flaming Schoolgirls Válogatás korábban kiadatlan dalokból                                                      | Cherry Red BRED9      |
| 1982 | The Best of the Runaways                                                                                       | Mercury 826 279-1     |
| 1982 | I Love Playin' with Fire Válogatás az And Now... The Runaways albumról + 4 szám a Flaming Schoolgirls lemezről | Cherry Red PLAKER1    |
| 1991 | Born to be Bad Válogatás a korai demófelvételeikből                                                            | Marilyn USM1004       |
| 1992 | Neon Angels | Mercury 838 583-2     |
| 1997 | The Runaways featuring Joan Jett and Lita Ford                                                                 | PolyGram 520 398-2    |
| 2005 | 20th Century Masters - The Millennium Collection: The Best of the Runaways                                     | Universal B0004609-02 |
| 2010 | Mercury Albums Anthology Comprises The Runaways / Queens of Noise / Live in Japan / Waitin' for the Night      | Mercury B0014074-02   |

## Emlékezetük
2010-ben, Cherie Currie visszaemlékezéseinek felhasználásával, Floria Sigismundi rendezésében mozifilm készült az együttesről, amit magyarul The Runaways – A rocker csajok címmel mutattak be. Cherie-t a filmben Dakota Fanning, Joant Kristen Stewart, Sandyt Stella Maeve, Litát pedig Scout Taylor-Compton személyesítette meg.